# Manfred Mann (sastav)
Manfred Mann bio je britanski beat, R&B i rock sastav iz šezdesetih godina prošlog stoljeća, imenovan po lideru i osnivaču Manfredu Mannu.

## Povijest sastava
Prvo ime sastava bilo je Mann-Hugg Blues Brothers, a osnovan je u Londonu u prosincu, 1962. u sastavu: Manfred Mann (orgulje) i Mike Hugg (bubnjevi). 
Nakon toga sastavu se pridružio solo gitarist Mike Vickers, Dave Richmond na basu, i Paul Jones, kao pjevač i i svirač usne harmonike.
U ovoj postavi, sastav je promijenio ime u Manfred Mann & The Manfreds.  Nastupajući stalno tijekom sezone 1962. – 1963., privukli su pozornost na sebe zvukom Manfredovih orgulja, Jonesovim soul vokalom i povremenim duhačima pri nastupima.
Sastav je potpisao ugovor s HMV Records u ožujku 1963. i opet promijenio ime u Manfred Mann, i snimio svoju prvu pjesmu (instrumental u duhu jazza) "Why Should We Not?" koja nije imala veliki uspjeh.
Godine 1964. sastav je dobio zadatak da kreira glazbenu temu za TV show Ready Steady Go!. Snimili su energičnu pjesmu "5-4-3-2-1". Ova skladba uskoro je postala broj 5 na britanskim top listama.
Nakon relativnog uspjeha sa skladbom "Hubble Bubble (Toil And Trouble)", požnjeli su zlato s pjesmom  "Do Wah Diddy Diddy", (inače pjesmom sastava The Exciters, koji su prošli nezapaženo). Manfredi su se popeli na 1. mjesto i u Britaniji i Americi.
Tijekom 1965., sastav je nastavio redati uspješnice, dijelom vlastite skladbe, a dijelom skladbe drugih autora. U ovom periodu, promijenili su i zvuk, tako da su iz blues grupe postali pop - beat grupa. Uspješno su izvodili Dylanove skladbe, i imali solidan uspjeh kod britanske publike. Tako su snimili "With God on Our Side" i kontroverznu "If You Gotta Go, Go Now" (koja se popela na 2. mjesto u Britaniji). Veći uspjeh postigli su i s pjesmom "Sha La La", (3. u Britaniji, 12. u Americi). 
Mike Vickers odlazi 1966. iz sastava. Zamijenio ga je Jack Bruce iz John Mayallovih Bluesbreakersa.
Snimili su svoj drugi broj 1 u Britaniji, "Pretty Flamingo", (2. u Kanadi).  Nakon toga sastav je doživio ozbiljne promjene, kad su iz njega otišli pjevač Paul Jones i basist Jack Bruce koji se pridružio grupi Cream. Zamijenili su ih Mike d'Abo, kao pjevač i Klaus Voorman na bas-gitari.
S novim pjevačem d'Abom, sastav je počeo njegovati nježniji pop zvuk. Snimili su drugu Dylanovu pjesmu "Just Like a Woman", koja je bila uspjeh. Zatim slijedi uspjeh sa "Semi-Detached, Suburban Mr James" i onda još jedan hit "Ha Ha Said The Clown" (obje su došle do 5. mjesta britanske top liste).
Sa skladbama "Sweet Pea" (instrumentalna skladba) i "So Long Dad" jako su loše prošli (35. i 50. mjesto), a 1968. popeli su se još jednom na 1. mjesto britanske top ljestvice s Dylanovom skladbom "Quinn the Eskimo (The Mighty Quinn)" (3. mjesto u Kanadi).
Razočarani prijamom kod publike (osobito dva posljednja albuma), grupa se raspala 1969., dok se njihov posljednji hit "Ragamuffin Man", popeo do 10. mjesta na britanskoj top ljestvici.

### Nakon raspada
Manfred Mann se posvetio pisanju reklamnih pjesama, ali je osnovao eksperimentalnu jazz rock grupu Manfred Mann Chapter Three (s Mikeom Huggom), ali ova grupa bila je kratkog vijeka.
Već 1971. Mann je osnovao novi sastav Manfred Mann's Earth Band. 
Godine 1990. najveći dio grupe iz šesdesetih, bez Manfred Manna, osnovali su novu grupu The Manfreds, najviše izvodeći stare hitove, uz poneki jazz instrument i katkada s dva pjevača, Paulom Jonesom i Mikeom d'Aboom.

## Studijski albumi
- The Five Faces of Manfred Mann (1964.)
- Mann Made (1965.)
- As Is (1966.)
- Soul of Mann (1967.)
- Up the Junction (1968.)
- Mighty Garvey! (1968.)

## Članovi sastava
- Manfred Mann - orgulje, klavijature (1962. – 1969.)
- Mike Hugg - bubnjevi, vibrafon, klavijature(1962. – 1969.)
- Dave Richmond - bas-gitara (1962. – 1964.)
- Mike Vickers - gitara, alt saksofon, flauta  (1962. – 1965.)
- Paul Jones - pjevač, usna harmonika (1962. – 1966.)
- Tom McGuinness - gitara, bas gitar (1964. – 1969.)
- Jack Bruce - bas-gitara (1965. – 1966.)
- Klaus Voorman - bas-gitara (1966. – 1969.)
- Mike d'Abo - pjevač, klavijature (1966. – 1969.)
- Glyn Thomas - bubnjevi  (u vrijeme Mann Hugg Blues Brothers 1960. – 1962.)
- Tony Smith - bas-gitara (u vrijeme Mann Hugg Blues Brothers 1960. – 1962.)